# Erythroxylum hamigerum
Erythroxylum hamigerum är en tvåhjärtbladig växtart som beskrevs av Otto Eugen Schulz. Erythroxylum hamigerum ingår i släktet Erythroxylum och familjen Erythroxylaceae. Inga underarter finns listade i Catalogue of Life.